# Love Me Tender
Love Me Tender er en amerikansk sort-hvid-film fra 1956. Filmen, hvis hovedroller blev spillet af Richard Egan, Debra Paget og Elvis Presley, blev produceret af David Weisbart på 20th Century Fox og havde Robert D. Webb som instruktør.
Filmen blev indspillet i perioden 23. august til 8. oktober 1956 og havde premiere i New York samme år den 15. november. Den havde dansk premiere den 5. september 1958.
Love Me Tender var den første i en lang række af film med Elvis Presley og den eneste, hvor han ikke havde den suveræne hovedrolle.
Filmen var en western fra tiden umiddelbart efter den amerikanske borgerkrig og er bygget over den delvist autentiske roman The Reno Brothers af Maurice Geraghty.
Den danske titel på Love Me Tender var Reno-brødrene.

## Rollefordelingen
De væsentligste roller i Love Me Tender var således fordelt:
- Richard Egan - Vance Reno
- Elvis Presley - Clint Reno
- Debra Paget - Cathy
- Robert Middleton - Siringo
- William Campbell - Brett Reno

## Musik
Sangen "Love Me Tender" var titelmelodi til filmen og blev indsunget af Elvis Presley den 24. august 1956. Sangen blev krediteret Vera Matson og Elvis Presley, men var i realiteten skrevet af Ken Darby, som var gift med Vera Matson. Den var baseret på "Aura Lee", en amerikansk sang fra 1861. "Aura Lee" anvendtes i øvrigt som basis for "Violet (Flower Of NYU)", som var en af sangene i Presleys næstsidste spillefilm, The Trouble With Girls.
I filmen var der, foruden titelnummeret, yderligere tre sange, alle indsunget af Elvis Presley i august 1956 og indspillet i studiet 'Fox's Stage One' i Hollywood. Alle filmens sange blev skrevet af Darby men krediteret Vera Matson og Elvis Presley.
De fire sange i filmen var:
- "Love Me Tender"
- "Let Me"
- "Poor Boy"
- "We're Gonna Move"

## Andet
Selv om filmen, som nævnt, var henlagt til tiden omkring afslutningen på den amerikanske borgerkrig, ser man på et tidspunkt Elvis anvende en guitar af mærket Gibson L-5, som først blev fremstillet fra 1922.